# 맥라렌 MCL34
맥라렌 MCL34(영어: McLaren MCL34)는 맥라렌의 2019년 포뮬러 원 시즌 레이싱카이다.

## 디자인 및 개발

### 디자인 팀
Tim Goss와 Matt Morris는 2018년 챔피언십이 끝날 때 맥라렌을 떠났다. Peter Prodromou는 최고 공기 역학 엔지니어의 역할을 계속하였다. Pat Fry는 엔지니어링 디렉터로 팀에 복귀했다. Fry는 이전에 페라리로 이사하기 전에 1993년과 2010년 사이에 팀에서 일하였다.